# Veytaux
Veytaux (toponimo francese) è un comune svizzero di 874 abitanti del Canton Vaud, nel distretto della Riviera-Pays-d'Enhaut.

## Geografia fisica
Veytaux si affaccia sul lago di Ginevra.

## Monumenti e luoghi d'interesse

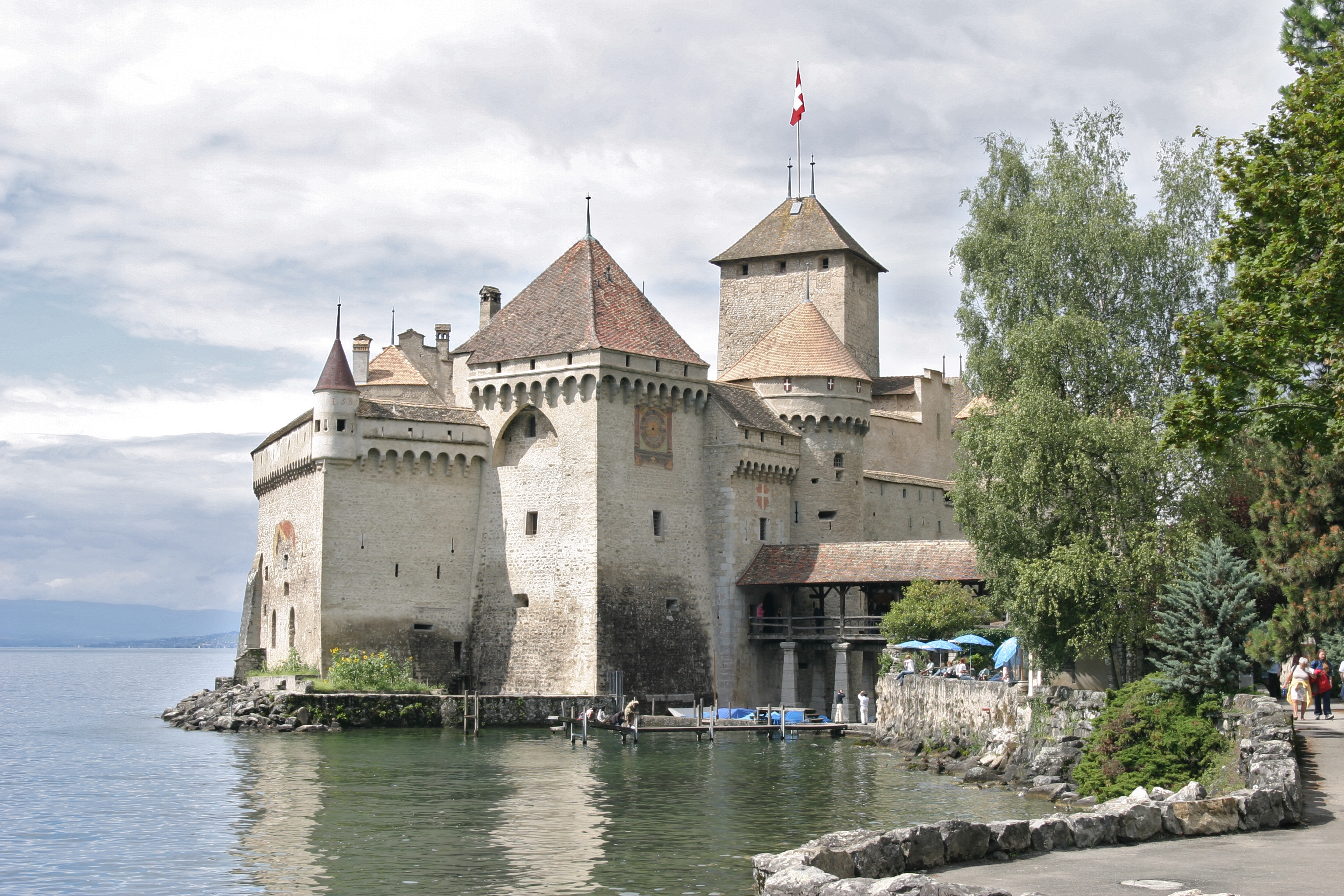
Il castello di Chillon

- Castello di Chillon, eretto in epoca romana e ricostruito nell'XI-XII secolo e nel 1232-1235[1].

## Società

### Evoluzione demografica
L'evoluzione demografica è riportata nella seguente tabella:
Abitanti censiti

## Economia

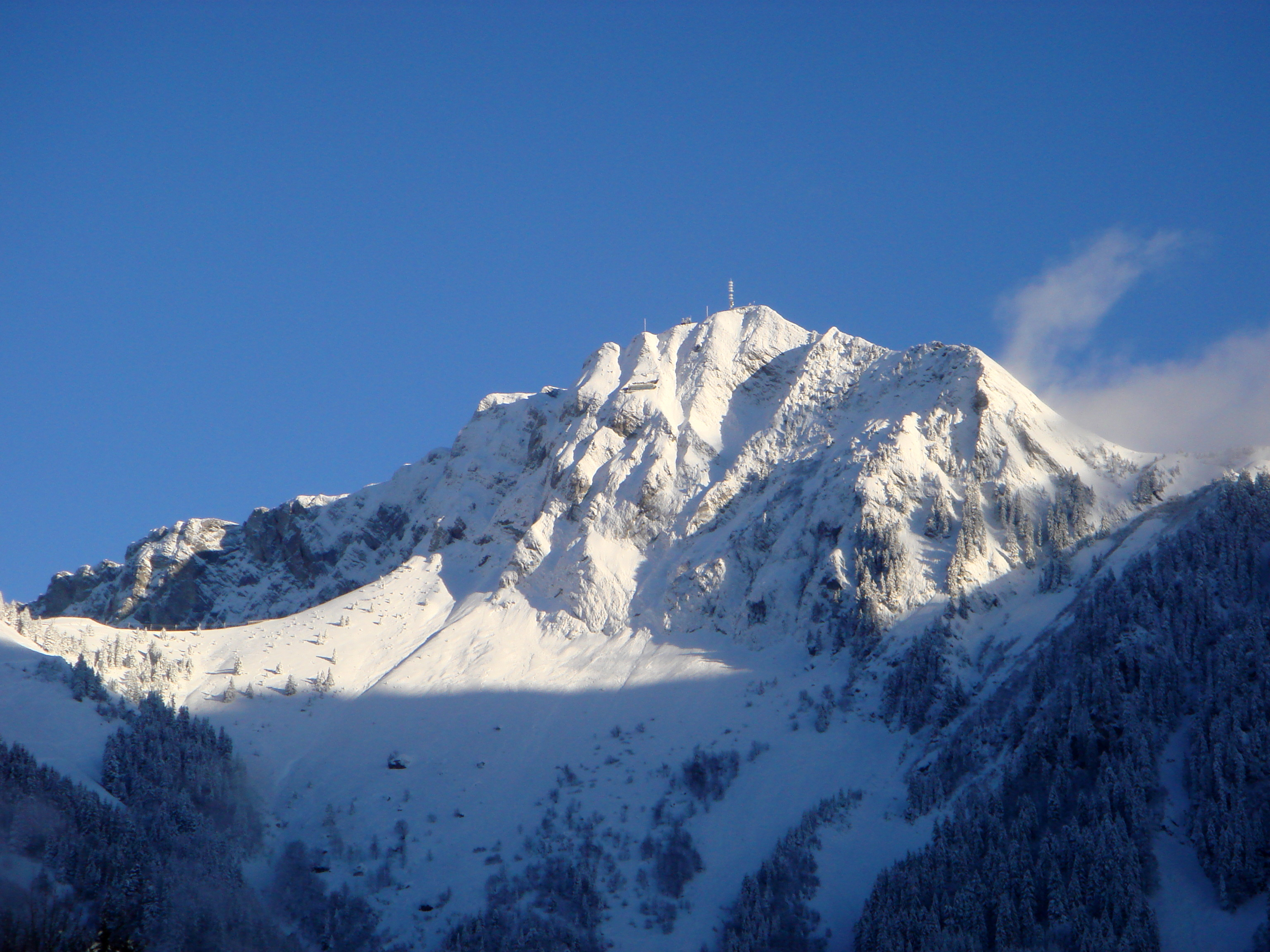
Rochers de Naye

L'alpeggio Rochers de Naye è una stazione sciistica sviluppatasi a partire dagli anni 1930.

## Infrastrutture e trasporti

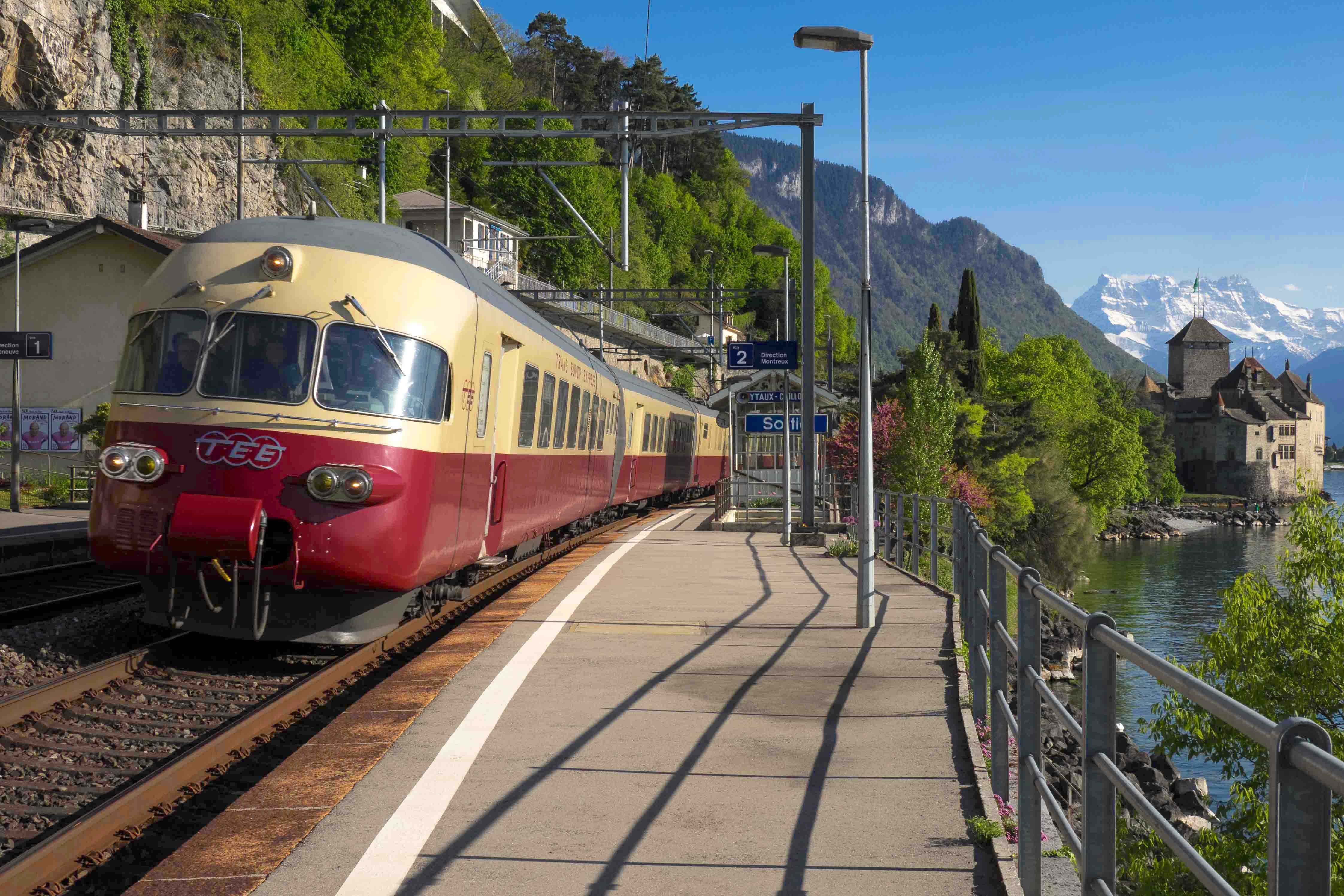
La stazione di Veytaux-Chillon

Veytaux è servito dalla stazione di Veytaux-Chillon sulla ferrovia Losanna-Briga e quella di Rochers de Naye sulla ferrovia Montreux-Oberland Bernese.

## Amministrazione
Ogni famiglia originaria del luogo fa parte del cosiddetto comune patriziale e ha la responsabilità della manutenzione di ogni bene ricadente all'interno dei confini del comune.